# Copyright dels treballs del govern dels Estats Units
Una obra del govern dels Estats Units, com defineix la llei sobre el copyright d'aquest país, és una "obra preparada per un funcionari o empleat" del govern federal "com a part de les seves tasques oficials." En general, segons la secció 105 de la Llei sobre Copyright, aquestes obres no es troben supeditades a la protecció de la llei sobre copyright domèstica i, per tant, es consideren de domini públic.
Aquesta llei només s'aplica al copyright del país del país, ja que és una llei federal dels Estats Units. El govern estatunidenc exposa que encara pot mantenir els drets d'autor d'aquestes obres en altres països.
Les publicacions i d'altres obres rotegides per part del govern dels Estats Units no es consideren obres de domini públic; per exemple, publicacions governamentals que incloguin obres amb drets d'autor d'un contractista, material amb els drets assignats al govern dels Estats Units, o informació amb drets d'autor d'altres fonts.